# Trichomyia tanypenis
Trichomyia tanypenis är en tvåvingeart som beskrevs av Duckhouse 1978. Trichomyia tanypenis ingår i släktet Trichomyia och familjen fjärilsmyggor. Inga underarter finns listade i Catalogue of Life.